# Complementaire filiatie
Complementaire filiatie betreft de relatie bij unilineaire afstamming met verwanten die niet tot de eigen verwantschapsgroep behoren. Bij patrilineaire afstamming betreft dit de verwanten van de moederszijde, bij matrilineaire afstamming de verwanten van vaderszijde. Hoewel er aan die zijde formeel geen rechten en plichten zijn verbonden, wordt wel erkend dat men een kind is van die ouder, men is gefilieerd. Informeel worden op deze wijze dan ook wel rechten en plichten overgedragen.